# Karl Pekarna
Karl Pekarna (* 7. Juli 1881 in Oberlaa; † 23. Jänner 1946 in Wien ebenda) war ein österreichischer Fußballspieler auf der Position eines Torhüters und der erste österreichische Legionär in der Geschichte des Fußballsports. Er spielte bei First Vienna FC, Glasgow Rangers, in München bei Wacker und Bayern und beim Slovan in Wien.

## Karriere

### Vereine

#### In Österreich
Karl Pekarna begann seine Karriere beim kleinen Wiener Verein FC Sevilla. Als 18-Jähriger kam der Postbote zum First Vienna FC 1894 und nahm den Kampf um die Nummer 1 gegen den damaligen langjährigen Tormann-Star Karl Mollisch auf. Nach einer Verletzung von Mollisch erhielt Karl Pekarna im Spiel gegen den Wiener FC 1898 im Mai 1900 seinen ersten Einsatz und avancierte binnen kurzer Zeit zur Tormannsensation von Wien. Pekarna beherrschte den Strafraum wie kein anderer zu seiner Zeit und war am Boden ebenso stark wie in der Luft.
Anlässlich des zehnjährigen Vereinsjubiläums lud die Vienna zu Pfingsten 1904 einige bekannte Fußballclubs zu einem Turnier nach Döbling ein. Der Einladung kamen unter anderem der Kopenhagener Boldklubben af 1893 und die Glasgow Rangers aus Schottland nach. Als sich der Tormann der Dänen verletzte, stellte die Vienna den Gästen aus dem Norden ihren Tormann Karl Pekarna für ein Revanchespiel nach einer 9:0-Niederlage gegen die Schotten zur Verfügung. Der 22-jährige Wiener bot eine großartige Leistung und hinterließ einen nachhaltigen Eindruck bei den Briten.

#### In Schottland
Die Glasgow Rangers boten dem jungen Tormann einen Profivertrag an und Karl Pekarna reiste noch zu Weihnachten 1904 nach Schottland zu seinem neuen Arbeitgeber. Pekarna wurde damit zum ersten Fußballlegionär vom europäischen Festland auf der britischen Insel und zu Österreichs erstem Fußballlegionär und Fußballprofi überhaupt.
In Schottland wurde der athletische Tormann, der von den Rangers mit dreieinhalb Pfund pro Woche entlohnt wurde, bald vor allem für seine Faustabwehr – die ihm große Bewunderung einbrachte – berühmt. Er kam in der Rückrunde der Saison 1904/05 jedoch in keinem Meisterschaftsspiel zum Einsatz, sondern sein Mitwirken blieb hauptsächlich auf Freundschaftsspiele und das Reserveteam beschränkt. Pekarna selbst erzählte später: „Im Semifinale um den Charity Cup spielte ich zum erstenmal in der ersten Mannschaft, in der ich bis zum Ende der Saison verblieb“. Am Saisonende belegte die Mannschaft den zweiten Platz – punktgleich mit dem Lokalrivalen Celtic. Das Entscheidungsspiel um die Meisterschaft gewann Celtic und bei den Rangers stand – wie in den meisten anderen Spielen – Thomas Sinclair im Tor. Dennoch sollen die Rangers Pekarna einen hochdotierten Vertrag für eine weitere Spielzeit angeboten haben; er kehrte aber von Heimweh getrieben bereits Mitte 1905 nach Wien zurück.

#### In Österreich
Zurück in Wien schloss er sich wieder dem First Vienna FC an. Um wieder spielberechtigt zu werden, stellte er einen Antrag auf Reamateurisierung. Nachdem sich die Behandlung beim Verband hinauszog, drohte die Vienna mit Austritt. Schließlich durfte er aber ab September wieder am Spielbetrieb teilnehmen.

#### In Deutschland
Ende Mai 1908 siedelte er nach München über und schloss sich dem FC Wacker an. Sein erster Einsatz zögerte sich aber hinaus, da sein Amateurstatus erneut untersucht wurde. 1910 wechselte er, nicht zuletzt aufgrund „nicht unerheblicher Zahlungen“ zum Bayerischen Meister FC Bayern, dessen deutschen Nationaltorwart Ludwig Hofmeister er aus dem Tor verdrängte. 1911 gelang die erfolgreiche Verteidigung des Ostkreismeistertitels, zu der er in allen 18 Punktspielen beitrug; er debütierte am 18. September 1910 beim 6:0-Sieg im Auswärtsspiel gegen die SpVgg Fürth. Bis zum Ausbruch des Ersten Weltkriegs 1914 lebt Pekarna mit seiner Frau und den beiden Töchtern in München und arbeitete er als Abteilungsleiter eines Sportartikelgeschäfts. Nach dem Krieg beendete er seine Spielerlaufbahn 1919 beim SK Slovan ve Vídni.
Anfang der 1920er Jahre war er als Trainer aktiv. Es ist bekannt, dass er in Westdeutschland beim Dürener Sportclub 03 und 1921 für wenige Monate bei Alemannia Aachen auf der Bank saß.

### Auswahl-/Nationalmannschaft
Am 9. Oktober 1904 trat er im Spiel der Stadtauswahlmannschaft Wiens gegen die Stadtauswahlmannschaft Budapests an, ebenso am 3. Mai 1908. Das mit 5:4 bzw. mit 4:0 gewonnene „Spiel der Repräsentativmannschaften des ungarischen und des österreichischen Fussballverbandes“ wurde später jeweils zum offiziellen Länderspiel deklariert, was gerechtfertigt war, da außerhalb der Metropolen in den beiden Ländern kaum anderweitig bedeutender Spielbetrieb stattfand.
Im Kräftemessen der Stadtauswahlmannschaften Wien gegen Berlin wurde er dreimal eingesetzt. Die Begegnungen am 5. November 1905 in Wien, am 7. April 1907 und 5. April 1908 jeweils in Berlin wurden mit 4:0, 2:1 und 3:1 allesamt gewonnen.

## Sonstiges
1920 traf ihn die Hiobsbotschaft vom Tod seines jüngeren Bruders Ludwig, ebenso ein Tormann, in Aufstellungen oft als Pekarna II gelistet, der während eines Freundschaftsspiels der Vienna in Ohligs im Rheinland von einem gegnerischen Mittelstürmer unterlaufen wurde und so unglücklich stürzte, dass er sich dabei die Wirbelsäule brach. Einen zweiten Schicksalsschlag ereilte Karl Pekarna im Jahr 1926, als er, mittlerweile als Lehrer tätig, einen Schlaganfall erlitt, der ihn halbseitig lähmte und in den Rollstuhl zwang. Pekarna konnte seinen Beruf nicht mehr ausüben und zog sich als schwer gezeichneter Mann vollends in sein Privatleben zurück. 1946 verstarb der einstige Fußballheld Karl Pekarna vollkommen vereinsamt und von der Öffentlichkeit vergessen in Wien. Sein Grab befindet sich auf dem Sieveringer Friedhof im 19. Wiener Gemeindebezirk (Gruppe 27, Reihe 8, Nr. 9).
Der deutsche Reichstrainer Otto Nerz würdigte ihn einmal als „den besten Torhüter seiner Zeit“.